# Washington County, Illinois

För andra countyn med samma namn, se Washington County.  
 Washington County är ett county i södra delen av delstaten Illinois. Den administrativa huvudorten (county seat) är Nashville och ligger cirka 160 km söder om delstatens huvudstad Springfield och cirka 75 km öster om gränsen till delstaten Missouri. Countyt har fått sitt namn efter George Washington, USA:s förste president.

## Geografi
Enligt United States Census Bureau så har countyt en total area på 1 461 km². 1 457 km² av den arean är land och 4 km² är vatten.

### Angränsande countyn
- Clinton County - nord
- Marion County - nordost
- Jefferson County - öst
- Perry County - syd
- Randolph County - sydväst
- St. Clair County - väst

### Större städer och samhällen
- Nashville, med cirka 3 150 invånare
- Okawville